# Llandrindod Wells
Llandrindod Wells (ou simplement Llandrindod) est une ville et une communauté du pays de Galles, chef-lieu administratif du comté de Powys (mais seulement sa cinquième ville par la population). Avant la création du Powys, en 1974, la ville était depuis 1880 le chef-lieu du Radnorshire. Sa population était de 5 350 habitants en 2011.

## Histoire
La ville s'est développée à l'époque moderne comme ville d'eau. Jusqu'au XIXe siècle, le site était une zone rurale dépendant de la paroisse de Cefnllys, ville aujourd'hui abandonnée dont l'église s'élève toujours à 2 km vers l'est. Un hôtel exista de 1749 à 1787, mais fut ensuite désaffecté et démoli. La station thermale fut relancée en 1865 grâce à l'arrivée du chemin de fer (Central Wales Railway). Elle connut un grand développement jusqu'à la Première Guerre mondiale, puis déclina. L'administration du Radnorshire y avait été installée en 1880.

## Personnalité liée à la ville
- Carl Robinson, né en 1976, footballeur[2].